# دييغو دي بوين
دييغو دي بوين (بالإسبانية: Diego de Buen)‏ هو لاعب كرة قدم مكسيكي، ولد في 3 يوليو 1991 في مدينة مكسيكو في المكسيك. شارك مع منتخب المكسيك تحت 20 سنة لكرة القدم. أما مع النوادي، فقد لعب مع سانتوس لاغونا ونادي أونيفرسيداد ناسيونال ونادي باتشوكا ونادي بويبلا ونادي تيخوانا.

## وصلات خارجية
- دييغو دي بوين على موقع الاتحاد الدولي (مؤرشف)  (الإنجليزية)
- دييغو دي بوين على موقع إي إس بي إن إف سي (الإنجليزية)
- دييغو دي بوين على موقع قاعدة بيانات كرة القدم.إي يو (الإنجليزية)
- دييغو دي بوين على موقع Soccerway.com (الإنجليزية)
- دييغو دي بوين على موقع AS.com (الإسبانية)